# Hiroyuki Akimoto (músico)
Hiroyuki Akimoto 秋元　広行 (Hyôgo, Japón; 11 de febrero de 1977) es un músico japonés conocido por conformar el grupo folclórico “Anata Bolivia”, desempeñando el papel de guitarrista, compositor y vocalista. Forma parte del grupo “Wayra JaponAndes” y del “Dúo Yamato”.

## Biografía
Hiroyuki Akimoto nació el 11 de febrero de 1977 en Hyôgo - Japón, llegó a Bolivia en 2001, donde luego de mudarse a La Paz, fundó el 20 de octubre de 2005 la agrupación Anata Bolivia, en 2015 formó la agrupación Wayra JaponAndes, posteriormente forma el "Dúo Yamato"; trabajó también como profesor de guitarra, canto, japonés, y como traductor.

## Reconocimientos
En 2012 recibió un reconocimiento por parte del gobierno japonés, por el entonces embajador de Japón en Bolivia, Hidehiro Tsubaki; al ser un "ciudadano japonés transmisor de la cultura japonesa en el exterior".

## Nominaciones
En 2006 fue nominado por la CICOMBOL (Círculo de Comunicadores de Bolivia) junto a su grupo Anata Bolivia, como Grupo Revelación.
En 2009 fue nominado junto a Anata Bolivia por la CICOMBOL, en la categoría de mejor tema vocal: "Decepción" y mejor composición del año: "mujer", de los que fue el autor de la música; además de la nominación del álbum: "hasta mis sueños... mujer", como mejor álbum.
En 2015 fue nominado junto a Anata Bolivia por la CICOMBOL en 3 categorías.

## Discografía

### Con Anata Bolivia
- Vuelve Corazón
- Minibús ミニブス
- Arigatoba
- Mosoj Llajta　モソク-ヤクタ
- Hasta en mis sueños... Mujer
- De La Paz al Mundo
- 8 años
- A Bolivia
- Baila Caporal
- Caporal Sensual
- Hija del sol
- Ay! Morena
- Necesito Saber
- Luna de Ahora

### Con Wayra JaponAndes
- Gracias Bolivia
- Viva Bolivia
- Esperanza
- Nostalgia Chapaca
- Cristal
- Soran Bushi (Waca waca)
- Fantástica Aventura (cover)
- Guerenge (cover)
- Pegasus Fantasy (cover)
- Guren no Yumiya (cover)
- Butter Fly (cover)